# Neptis jacouleti
Neptis jacouleti är en fjärilsart som beskrevs av Watari 1941. Neptis jacouleti ingår i släktet Neptis och familjen praktfjärilar. Inga underarter finns listade i Catalogue of Life.